# 長風衝鋒槍
长风冲锋枪（普通話：Cháng Fēng chōng fēng qiāng）是一款由中華人民共和國槍械製造商长风机械厂于1990年代早期为了回应中国人民解放軍需要新式冲锋枪而研制和生产的冲锋枪。长风冲锋枪的设计团队同时亦是92式手槍（QSZ-92）的设计团队，而且92式手枪目前正是中国人民解放军和武警的制式手枪。长风冲锋枪发射9×19毫米口徑手枪子弹，其中包括9×19公釐帕拉貝倫彈。但是由於在中国製造的關係，也可以发射贯穿力更强大的DAP92式9毫米普通彈。

## 歷史
自1993年开始、至1994年期间，長風機械廠研制CF05，並在2004年设计定型。2004年3月，原型枪通过审查；2005年5月至8月，设计最终确定，并正式命名为CS/LS6型冲锋枪。

## 設計
長風衝鋒槍是一款採用了反沖作用操作系統的衝鋒槍。

### 供彈
該衝鋒槍是由一具50發拆可卸式彈筒所供彈，其内部是為螺旋型，使用全钢与半透明或不透明聚合物所制造。早期型供弹位置是在武器的尾部，同时作为槍托，现在供弹位置改为顶部。
由于重新装填的时候弹筒扣操作向后推不方便，其后弹筒扣由前后移动改为左右移动，以便于快速、便捷地解脱弹筒；其“底盘”部分，包括机匣、发射机座和手槍握把都为了市场发展而多次改進。
早期型長風衝鋒槍具有雙重供彈設計，在手槍握把的位置使用15發QSZ-92的彈匣來供彈。需要將彈匣安裝至一個卡扣，等彈筒裡的彈藥發射完時，才能將彈匣推進到位；如果彈筒還在供彈就把彈匣推到位的話，就會發生故障。
其後，因為這設計会变得复杂，出現了可靠性降低的問題而取消；其手槍握把頂部是封著，內部是中空。目前型號的手槍握把具有手指凹槽的設計，因此射擊時會比較穩定和準確。

### 操作
早期型的扳機護環和前握把和QBZ-95一樣是連體式設計。
其後，為了改善外觀和人機工效而改為各自獨立的設計，獨立型扳機護環具有圓滑過渡的弧形，並在前握把前端加上MIL-STD-1913戰術導軌，以便安裝兩腳架、戰術燈、雷射瞄準器。
現在護木底部改為全尺寸MIL-STD-1913戰術導軌，並且在戰術導軌上裝上可摺疊式前握把；同时取消其固垂直前握把，並改为安裝在护木導軌上，护木及握把两用型可拆卸式前握把；而扳機護環的外形，改為連防滑的菱角直壁形。
早期型的快慢機只安裝在右側，以致不能用握槍拇指操作。
其後，改為快慢機桿的位置由右側改在左側，右手握槍時用大拇指，即可方便快捷地進行單發、連發及保險位置的轉換。現在發射選擇的表示标誌是類似于黑克勒&科赫风格的槍械快慢機上的子彈形圖像。

### 槍托
早期型的槍托就是50發可卸式彈筒，後來先後改為回轉式摺疊槍托和外部伸縮設計；現在改進為內部伸縮設計，各種獨立設計的槍托同樣以聚合物材料所製造。

### 附件
長風衝鋒槍的設計適合使用開放式照門，照門後亦有著特製界面接口導軌以安裝光学瞄准镜、反射式瞄準鏡或夜視鏡，其後被改為MIL-STD-1913戰術導軌。槍管前端亦被膛口裝置從槍口外圍包覆，槍口裝置上的螺紋可用於裝上消聲器，令其成為「微声冲锋枪」。
另外，長風衝鋒槍亦可配备消焰器（与戰術燈、激光瞄准器为一体）。由於槍管與槍口裝置並不接觸，同樣地槍管並不會與槍口裝置裝上的槍口戰術配件接觸。拉機柄可以按照情況，無需任何工具輔助，即可左右互換。

## 衍生型

### CQ-9
設計時樣本，有各種設計外型

### CF-05
CQ-9的改進型，初次展出時樣槍

### CS/LS6
CF-05的改進型，正式生產時版槍。對外出口及裝備於中国人民解放军和武警。

## 使用国
| 國家           | 組織名稱                     | 型號           | 數量 | 日期 |
| -------------- | ---------------------------- | -------------- | ---- | ---- |
| 中华人民共和国 | 雪豹突擊隊                   | 06式微聲衝鋒槍 | _    | _    |
| 緬甸           |                              | _              | _    | _    |
| 奈及利亞       |                              | _              | _    | _    |
|                |                              | _              | _    | _    |
| 乌干达         | 警察單位                     | _              | _    | _    |
| 委內瑞拉       | 委內瑞拉玻利瓦國家軍特種部隊 | CF05           | _    | _    |

## 流行文化

### 电子游戏
- 2007年—《穿越火线》：型號為CS/LS-06，命名为“CF-05”，以50发可拆卸式彈筒供彈，为GP时限武器，另有多种改型，其中一种改型“CF-05-丛林”为GP永久武器，花费16000GP即可购买并能永久使用，同时也是游戏内第一款GP可购买的强化版武器。
- 2013年—：最早於韓國版2015年11月19日時推出。型號為CS/LS-06，在遊戲中使用啞黑色槍身、發射9×19毫米魯格彈並以50發可拆卸式彈筒供彈，命名為「CS06」。

## 資料來源
1. 1 2 3  https://web.archive.org/web/20070817234639/http://www.sinodefence.com/army/small_arms/cf05.asp
2. 1 2  .   [2013-04-28]. （原始内容存档于2013-10-22）.
3. ↑  .   [2013-06-04]. （原始内容存档于2013-04-05）.
4. 1 2  CS/LS06冲锋枪 的存檔，存档日期2013-06-07.
5. ↑  .   [2010-02-23]. （原始内容存档于2020-08-03）.
6. ↑  .   [2011-12-26]. （原始内容存档于2015-07-05）.
7. ↑  .   [2013-06-04]. （原始内容存档于2008-10-28）.
8. ↑  .   [2011-12-25]. （原始内容存档于2021-12-03）.
9. ↑  .   [2020-02-29]. （原始内容存档于2019-04-20）.

## 外部連結
- （英文）—Modern Firearms—Chang Feng submachine gun（長風衝鋒槍） （页面存档备份，存于）
- （英文）—Weapon.ge—Chang Feng （页面存档备份，存于）
- （英文）—Chinese Defence Today—CF05 9mm Submachine Gun
- （英文）—Personal Defence Weapons Center—Machine pistols
- （英文）—Security Arms—
  - Norinco CFQ-9 & 5.8 （页面存档备份，存于）
  - Chang-Feng Ltd. 9mm CF-05 sub-machine gun （页面存档备份，存于）
- （英文）—The Firearm Blog.com—New Variant of Chang Feng Submachine Gun Spotted in Uganda （页面存档备份，存于）
- （英文）—Tactical-Life.com—Top 5 Submachine Guns Used by China's Military and Police （页面存档备份，存于）
- （简体中文）—D Boy Gun World（槍炮世界）—CS/LS06冲锋枪 （页面存档备份，存于）
- （简体中文）—铁血网—国产CS/LS06式冲锋枪 （页面存档备份，存于）
- （繁體中文）—華夏經緯網—中國CF05式螺旋彈筒衝鋒槍
- （简体中文）—万花镜—中国06式冲锋枪有一独特设计，三大优势火爆国际市场